# ТЕЦ Софія
ТЕЦ Софія — теплова електростанція в столиці Болгарії місті Софія.
У 1949 році на майданчику станції стала до ладу перша черга, яка мала три котли Babcock Wilcox продуктивністю по 75 тонн пари на годину та три турбіни загальною потужністю 12 МВт.
В 1956—1957 роках ввели в експлуатацію три котли типу ТП-170-1М продуктивністю по 220 тонн пари на годину. Від них отримували живлення дві турбіни виробництва Брянського машинобудівного заводу типу ВТ-25-4 потужністю по 25 МВт, які приводили в дію генератори Електросила типу Т2-25-2.
У 1963 та 1964 роках додатково ввели два котли типу ТГМ-151-В такою ж продуктивністю по 220 тонн пари на годину, при цьому ще в 1962-му змонтували теплофікаційну турбіну типу ВПТ-50-2 потужністю 50 МВт, яка приводила в дію генератор типу ТВ-60-2. Також в якийсь момент була встановлена турбіна зі станційним номером 7 потужністю 6 МВт.
Нарешті, в 1985-му запустили котел виробництва Першого Брненського машинобудівного заводу продуктивністю 220 тонн пари на годину та турбіну типу P-25-90/10 потужністю 25 МВт.
Для покриття пікових навантажень в енергосистемі ТЕЦ додатково обладнали шістьома водогрійними котлами потужністю по 116 МВт. З них чотири типу ПТВМ-100 виготовив Таганрозький котельний завод, а два типу ВК100 постачив софійський завод «Котлостроене».
Станом на 2011 рік серед обладнання станції вже не рахували котел № 1 та турбіни № 1, 2, 3 і 7. Котли № 2 та № 3 ще існували, проте фактично не використовувались з 1997 та 1999 років відповідно і були призначені до ліквідації. При цьому вирішили списати котли № 4 і № 5 та турбіни № 4 і № 5.
У 2015-му стала до ладу турбіна типу ПР-35-8,8/1.0 потужністю 35 МВт, яка отримала станційний номер 9. Того ж року з'явилась турбіна № 8А потужністю 12 МВт, яка працює на залишковій парі від турбіни № 8. Оскільки турбіну № 6 вивели з експлуатації, загальна потужність станції стала дорівнювати  72 МВт (турбіни 8, 8А та 9). В роботі залишаються котли № 6 — 9, які працюють на загальний колектор.
Перші шість котлів були розраховані на використання вугілля, тоді які два наступні мали використовувати мазут. Встановлений у середині 1980-х котел № 9, а також всі водогрійні котли з самого початку працювали на природному газі (надходить до Софії через Північне та Південне газопровідні напівкільця), при цьому іншим котлам також надали можливість використовувати блакитне паливо.
Для видалення продуктів згоряння котлів 4 — 9 та водогрійних котлів спорудили два димарі заввишки 124 метри.
Видача продукції відбувається по ЛЕП, розрахованим на роботу під напругою 220 кВ та 110 кВ.